# Lamar Hunt
Lamar Hunt, född den 2 augusti 1932 i El Dorado i Arkansas, död den 13 december 2006 i Dallas i Texas, var en amerikansk gynnare (engelska: promoter) av amerikansk fotboll, fotboll, tennis, basket och ishockey i USA. Han blev under sin livstid upptagen i tre olika Hall of Fames. Hunt var en av grundarna av American Football League och olika fotbollsligor. Han var också grundare av och ägare till National Football League-klubben Kansas City Chiefs. Hunt var huvudgrundaren av tennisens World Championship Tennis (WCT) och inom ramen för den verksamheten möjliggjorde han för professionella tennisspelare att från år 1968 delta i Grand Slam-turneringar.
Vinnaren av AFC Championship Game (matchen före Super Bowl) tilldelas Lamar Hunt Trophy. Vinnaren av samma match på andra sidan, NFC Championship Game, tilldelas George Halas Trophy till ära av Chicago Bears grundare och första ägare George Halas.
Hunt är också den som kommit på namnet Super Bowl
Hunt upptogs i Pro Football Hall of Fame 1972, International Tennis Hall of Fame 1993 och National Soccer Hall of Fame.